# 중화민국 공군의 부대 목록
다음은 중화민국 공군의 부대 목록이다.

## 사령부
- 지도부
  - 공군사령
  - 공군부사령
  - 참모장
  - 부참모장
  - 사관감독장
- 부서
  - 政治作戰室 정치작전실
  - 督察長室 감찰장실
  - 人事軍務處 인사군무처
  - 軍事情報處 군사정보처
  - 戰備訓練處 전비훈련처
  - 後勤處 후근처(군수)
  - 計畫處 계획처
  - 通信電子資訊處 통신전차정보처
  - 主計處 주계처

### 지휘부
- 空軍作戰指揮部 공군작전지휘부
- 空軍防空暨飛彈指揮部 공군방공비탄지휘부
- 空軍教育訓練暨準則發展指揮部 공군교육훈련준칙발전지휘부
- 空軍保修指揮部 공군보수지휘부

### 직속 작전대
- 空軍松山基地指揮部 쑹산 공군기지지휘부
  - 專機隊 전기대
  - 座機隊 좌기대
  - 基地勤務隊 기지근무대
  - 修護補給隊 수보급대
  - 憲兵第十中隊 헌병 제10중대
- 空軍飛行訓練指揮部 공군비행훈련지휘부 - 강산 공군기지
  - 第11基地勤務大隊 제1기지근무대대
  - 憲兵第八中隊 헌병 제8중대
- 第一戰術戰鬥機聯隊 제1전술전투기연대
  - 第一戰鬥機作戰隊 제1전투기작전대
  - 第三戰鬥機作戰隊 제3전투기작전대
  - 第九戰鬥機作戰隊 제9전투기작전대
  - 馬公基地勤務隊 마궁 기지근무대
  - 憲兵第一中隊 헌병 제1중대
  - 憲兵第九中隊 헌병 제9중대
- 第二戰術戰鬥機聯隊 제2전술전투기연대
  - 第四一戰鬥機作戰隊 제41전투기작전대
  - 第四二戰鬥機作戰隊 제42전투기작전대
  - 第四八戰鬥機換裝訓練隊 제48전투기환장훈련대
- 第三戰術戰鬥機聯隊 제3전술전투기연대
  - 第七戰術戰鬥機作戰隊 제7전술전투기작전대
  - 第八戰術戰鬥機中隊 제8전술전투기중대
  - 第二八戰術戰鬥機作戰隊 제28전술전투기작전대
  - 測評戰研中心 평가연구소
  - 憲兵第三中隊 헌병 제3중대
- 第四戰術戰鬥機聯隊 제4전술전투기연대
  - 第二一戰鬥機作戰隊 제21전투기작전대
  - 第二二戰鬥機作戰隊 제22전투기작전대
  - 第二三戰鬥機作戰隊 제23전투기작전대
  - 공군구호대
  - 憲兵第四中隊 헌병 제4중대
- 第五戰術混合聯隊 제5전술혼합연대
  - 第十七戰鬥機作戰隊 제17전투기작전대
  - 第二六戰鬥機作戰隊 제26전투기작전대
  - 第二七戰鬥機作戰隊 제27전투기작전대
  - 제12전술정찰기중대(중국어판)
  - 憲兵第五中隊 헌병 제5중대
- 第六戰術混合聯隊 제6혼합연대
  - 第10空運大隊 제10공운대대
    - 第101空運中隊 제101공운중대
    - 第102空運中隊 제102공운중대

  - 第20電戰大隊 제2전자전대대
    - 第2空中預警機中隊 제2공중경보기중대
    - 第6電子反制機中隊 제6전자반제기중대

  - 反潛作戰大隊 반잠작전대대
    - 第33反潛作戰中隊 제33반잠작전중대
    - 第34反潛作戰中隊 제34반잠작전중대

  - 憲兵第六中隊 헌병 제6중대
- 第七戰術戰鬥機聯隊 제7전술전투기연대
  - 第四四戰鬥機作戰隊 제44전투기작전대
  - 第四五戰鬥機作戰隊 제45전투기작전대
  - 憲兵第第七中隊 헌병 제7중대

## 공군작전지휘부
- 空軍戰術管制聯隊 공군전술관제연대
  - 空軍北部區域作戰管制中心 공군북부구역작전관제센터(ROCC)
  - 空軍南部區域作戰管制中心 공군남부구역작전관제센터(ROCC)
  - 空軍東部區域作戰管制中心 공군동부구역작전관제센터(ROCC)
    - 各預備作戰管制中心 각 예비작전관제센터 (ROCC)

  - 空軍偵蒐預警中心 정수경보센터
  - 空軍第一雷達中隊 공군 제1전탐중대
  - 空軍第二雷達中隊 공군 제2전탐중대
  - 空軍第三雷達中隊 공군 제3전탐중대
  - 空軍第四雷達中隊 공군 제4전탐중대
  - 空軍第五雷達中隊 공군 제5전탐중대
  - 空軍第六雷達中隊 공군 제6전탐중대
  - 空軍第七雷達中隊 공군 제7전탐중대
  - 空軍第一機動雷達分隊 공군 제1기동전탐분대
  - 空軍第二機動雷達分隊 공군 제2기동전탐분대
  - 空軍第三機動雷達分隊 공군 제3기동전탐분대
  - 空軍第一雷達分隊 공군 제1전탐분대
  - 空軍第三雷達分隊 공군 제3전탐분대
  - 空軍第四雷達分隊 공군 제4전탐분대
- 空軍通信航管資訊聯隊 공군통신항공관제정보연대
  - 技術暨訓練中心 기술 및 훈련소
  - 台北資訊大隊 타이베이 정보대대
  - 第1通信資訊航管中隊 제1통신정보항공관제중대: 타이난 비행장
  - 第2通信資訊航管中隊 제2통신정보항공관제중대: 신주 비행장
  - 第3通信資訊航管中隊 제3통신정보항공관제중대: 타이중 칭촨강 비행장
  - 第4通信資訊航管中隊 제4통신정보항공관제중대: 자이 수상비행장
  - 第5通信資訊航管中隊 제5통신정보항공관제중대: 화롄 비행장
  - 第6通信資訊航管中隊 제6통신정보항공관제중대: 핑둥 비행장
  - 第7通信資訊航管中隊 제7통신정보항공관제중대: 타이둥 비행장
  - 第8通信資訊航管中隊 제8통신정보항공관제중대: 타이베이 쑹산 비행장
  - 第9通信資訊航管中隊 제9통신정보항공관제중대: 펑후 비행장
  - 第10通信資訊航管中隊 제10통신정보항공관제중대: 강산 공군기지
- 空軍氣象聯隊 공군기상연대
  - 空軍氣象中心 공군기상센터: 臺北公館(타이베이 공관)
  - 第一基地天氣中心 제1기지날씨센터: 타이난 비행장
  - 第二基地天氣中心 제2기지날씨센터: 신주 비행장
  - 第三基地天氣中心 제3기지날씨센터: 타이중 칭촨강 비행장
  - 第四基地天氣中心 제4기지날씨센터: 자이 수상비행장
  - 第五基地天氣中心 제5기지날씨센터: 핑둥 加祿堂 방공포병훈련소
  - 第六基地天氣中心 제6기지날씨센터: 핑둥 비행장
  - 第七基地天氣中心 제7기지날씨센터: 펑후 마궁 비행장
  - 第八基地天氣中心 제8기지날씨센터: 타이베이 쑹산 비행장
  - 第九基地天氣中心 제9기지날씨센터: 화롄 비행장
  - 第十基地天氣中心 제10기지날씨센터: 타이둥 비행장
  - 第十一基地天氣中心 제11기지날씨센터: 강산 공군기지 공군군관학교
  - 綠島氣象雷達及探空分隊 기상전달탐공분대
- 憲兵第十二中隊 헌병 제12중대
- 空軍警衛部隊 공군경위부대; 1925년－2005년 12월 31일

## 공군방공비탄지휘부
- 空軍防空七九一旅 제791방공여단
  - 第641防空飛彈營 제641방공비탄대대
  - 第642防空飛彈營 제642방공비탄대대
  - 第643防空飛彈營 제643방공비탄대대
- 空軍防空七九二旅 제792방공여단
  - 第303防空砲兵營 제303방공포병대대
  - 第304防空砲兵營 제304방공포병대대
  - 第613防空飛彈營 제613방공비탄대대
  - 第615防空飛彈營 제615방공비탄대대
- 空軍防空七九三旅 제793방공여단
  - 第501防空砲兵營 제501방공포병대대
  - 第611防空飛彈營 제611방공비탄대대
  - 第614防空飛彈營 제614방공비탄대대
  - 第616防空飛彈營 제616방공비탄대대
  - 第631防空飛彈營 제631방공비탄대대
- 空軍防空七九四旅 제794방공여단
  - 第502防空砲兵營 제502방공포병대대
  - 第612防空飛彈營 제612방공비탄대대
  - 第632防空飛彈營 제632방공비탄대대
- 空軍防空七九五旅 제795방공여단
  - 第301防空砲兵營 제301방공포병대대
  - 第302防空砲兵營 제302방공포병대대
  - 第633防空砲兵營 제633방공포병대대
- 空軍防空飛彈砲兵作戰管制中心 공군방공비탄포병작전관제
- 空軍防空暨飛彈綜合保修總廠 공군 방공 및 비탄종합보수총창
  - 空軍防空暨飛彈綜合保修第一廠 공군방공 및 비탄 종합보수 제1창
  - 空軍防空暨飛彈綜合保修第二廠 제2창 - 제792방공여단 지원
  - 空軍防空暨飛彈綜合保修第三廠 제3창
  - 空軍防空暨飛彈綜合保修第四廠 제4창

## 공군교육훈련준칙발전지휘부
- 空軍航空技術學院 공군항공기술학원
- 基地訓練指揮部 기지훈련지휘부
- 空軍防空砲兵新兵訓練中心 방공포병신병훈련소
  - 教育勤務支援連 교육근무지원중대
  - 國軍靶勤隊 국군표적대
  - 第一訓練連 제1훈련중대
  - 第二訓練連 제2훈련중대
  - 第三訓練連 제3훈련중대

## 공군보수지휘부
- 第一後勤指揮部 제1후근지휘부
- 第三後勤指揮部 제2후근지휘부
- 料配件總庫 료배건총고
  - 台中專業庫 타이중 전업고
  - 台南專業庫 타이난 전업고
  - 岡山專業庫 강산 전업고
  - 屏東專業庫 핑둥 전업고
  - 花蓮專業庫 화롄 전업고

## 그외 직할 단위
- 空軍軍官學校공군군관학교
  - 航空教育展示館 항공교육전시관
  - 空軍軍史館 공군군사관
- 中區人才招募中心 국군중구인재모집센터
- 航空科技發展中心 항공기술발전센터

## 같이 보기
- 중화민국 육군의 부대 목록
- 중화민국 해군의 부대 목록